# 足立事件
足立事件（あだちじけん）とは、朝鮮民主主義人民共和国によるスパイ事件。1971年（昭和46年）9月25日摘発（検挙）。1965年（昭和40年）に日本に密入国した北朝鮮工作員が、多数の工作員を獲得して日本の軍事情報を収集していたほか、大韓民国国軍予備役将校に北朝鮮への亡命をもちかけるなどの工作活動をおこなった事件である。

## 概要
金沢璟華こと朴璟華は、第二次世界大戦前の1937年（昭和12年）に日本統治下の朝鮮から日本本土に渡り、旧制中学校の4年次まで在籍していた経歴を有し、1959年（昭和34年）からは北朝鮮において工作員の政治指導の任にあたっていた人物である。1965年（昭和40年）5月、
- 在日米軍、自衛隊等の軍事情報の収集
- 韓国の政治、経済、軍事情報の収集

などの任務が北朝鮮当局から下り、無線機、乱数表、暗号表、工作資金等を携行し、日本に不法に入国した。密入国後は東京都内に潜伏して有力商工人を獲得し、また、朴と同郷にあたる韓国済州道出身の在日朝鮮人を組織網として吸収し、日韓両国の軍事情報等を収集した。
1968年（昭和43年）5月、帰還の命令を受けていったん北朝鮮へ出国した朴は、同年9月1日、山陰地方の海岸から再び不法に日本に入国した。北朝鮮から新たに与えられた任務は、朴の妻の実兄である韓国予備役准将の北朝鮮への亡命工作であった。朴は都内足立区を拠点として活動し、多数の工作員を用いて義兄に影響をもつ工作員の獲得および義兄の訪日工作、義兄への偽の書簡や家族写真の郵送などによる呼び寄せ工作を展開した。そして、義兄が訪日した際、北朝鮮に亡命すれば、義兄を朝鮮人民軍の空軍参謀長に取り立てると勧誘した。
1971年（昭和46年）9月25日、警視庁は訪日した元大韓民国空軍将官の義兄と密会中の朴璟華（当時40歳）の2人を逮捕した。同時に、無線機、暗号用薬品等スパイ活動を裏づける資料も押収した。1971年12月2日、東京地方裁判所は朴璟華に対し、外国人登録法違反により懲役1年、執行猶予3年の判決を下した。朴は翌年、北朝鮮へ自費出国した。